# Cryptochetum melan
Cryptochetum melan är en tvåvingeart som beskrevs av Ghesquiere 1943. Cryptochetum melan ingår i släktet Cryptochetum och familjen Cryptochetidae.
Artens utbredningsområde är Kongo. Inga underarter finns listade i Catalogue of Life.